# Hexadecanal
L'hexadecanal és un compost orgànic de la classe dels aldehids que està constituït per una cadena lineal de setze carbonis amb un grup carbonil en un dels seus extrems. La seva fórmula molecular és {\displaystyle {\ce {C16H32O}}}. Hom el troba en els éssers vius. S'empra en perfumeria.

## Estat natural

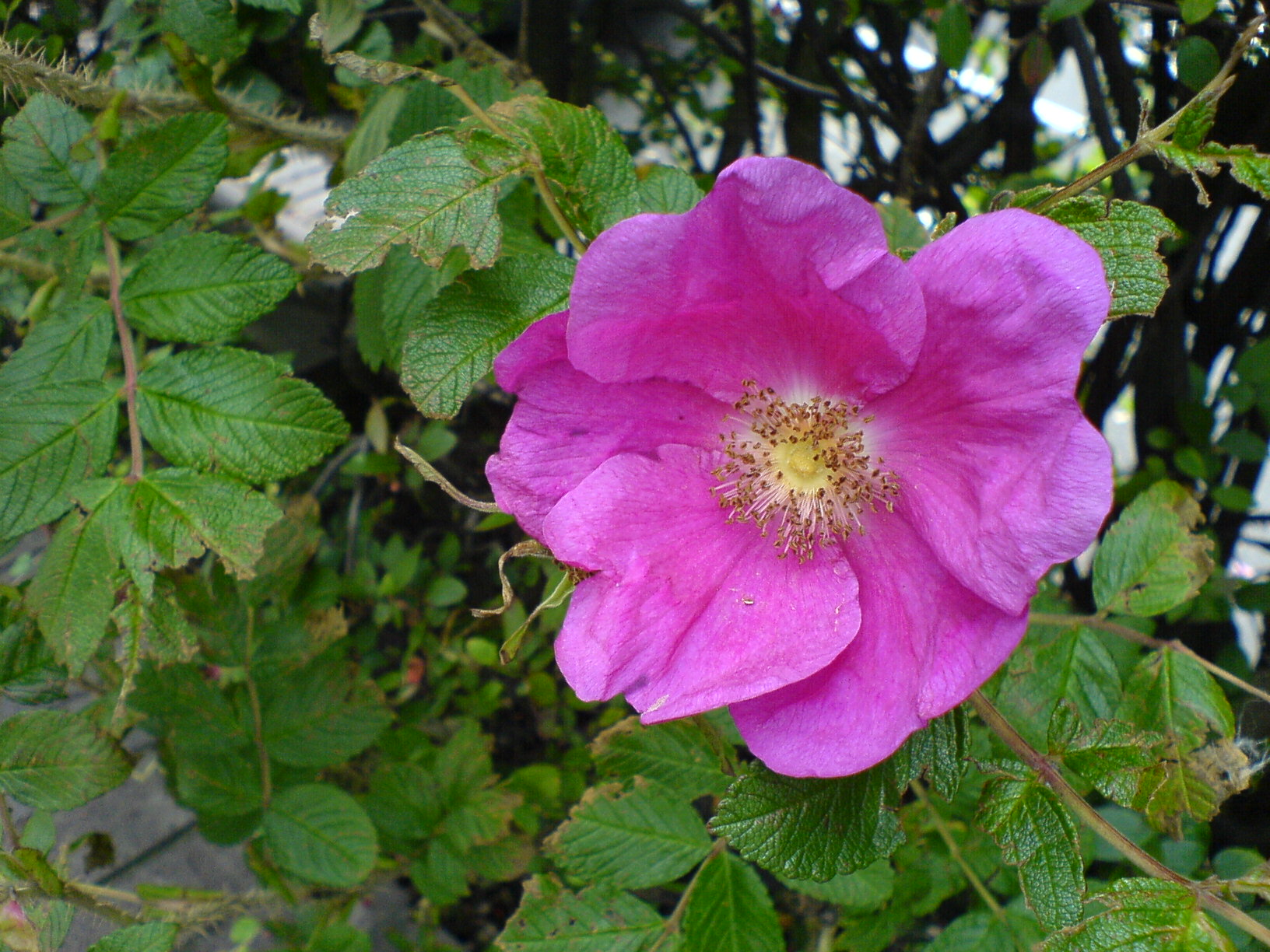
Rosa rugosa.

S'ha aïllat hexadecanal en olis essencials de les flors de nombroses espècies vegetals dels ordres alismatals, asparagals, asterals, dipsacals i rosals. També s'ha identificat en olis essencials de cítrics.
Per altra banda, l'hexadecanal és segregat pels mamífers i sembla que pot ser una molècula de senyalització conservada entre espècies, una feromona. S'ha observat que és emès per la pell humana, les femtes i l'alè, i que la seva inhalació provoca el bloqueig de l'agressió en els homes i la provoca en les dones.
També s'ha identificat l'hexadecanal com el component majoritari en l'olor despresa del pollastre rostit.

## Propietats
L'hexadecanal és un sòlid blanc. Té un punt de fusió de 33–36 °C i un d'ebullició de 297–298 °C. És soluble en etanol i insoluble dins d'aigua (0,04974 mg/L a 25 °C).

## Usos
L'hexadecanal s'empra poc i només té utilitat com a component de perfums florals.